# Al-Saqr SC
Der al-Saqr Sports & Cultural Club (arabisch نادي الصقر الرياضي الثقافي, DMG Nādī ṣ-Ṣaqr ar-riyāḍī aṯ-ṯaqafī) ist ein jemenitischer Sportklub aus der Stadt Taizz.

## Geschichte
Gegründet wurde der Klub im Jahr 1969. Nach der Wiedervereinigung von Nord- und Südjemen spielte der Klub in einer einmalig ausgetragenen ersten Liga, welche in regionale Gruppen unterteilt war. Hier belegte das Team in seiner Gruppe mit neun Punkten den siebten und damit vorletzten Platz. Danach spielte man erst einmal einige Jahre in der zweiten Liga und zur Saison gelang erstmals der Aufstieg in die Erste Liga. Nach mehreren Positionen im Mittelfeld gelang es in der Saison 2005 schon einmal sich den zweiten Platz am Saisonende einzuverleiben. Das wurde anschließend getoppt mit der ersten Meisterschaft, am Ende der Spielzeit 2006. Danach gelang es in den folgenden Jahren noch jeweils 2008 und 2010 den Yemeni Unity Cup zu gewinnen. Außerdem folgte nach der Runde 2009/10 schon der nächste Meistertitel.
Aus nicht näher bekannten Gründen zog sich der Klub jedoch zur Saison 2010/11 aus dem Spielbetrieb der Liga zurück und trat so in der Folgesaison in der zweiten Liga an. Direkt zur Saison 2013 ging es aber wieder hoch und in der Spielzeit 2013/14 gelang es auch noch einmal die Meisterschaft zu gewinnen. Die Folgesaison wurde aufgrund der Militärinvasion im Januar 2015 abgebrochen.
Danach ist eine sportliche Teilnahme erst beim YFA Tournament 2019/20 wieder nachweisbar. Hier landete man mit nur einem Punkt in der regionalen Gruppe jedoch auf dem letzten Platz. In der Saison 2021 wurde dann wieder ein Ligaspielbetrieb in zwei Gruppen ausgetragen, wo sich al-Saqr mit 11 Punkten auf dem zweiten Platz behaupten konnte, was für die Playoffs um die Meisterschaft qualifizierte. Dort reichte es jedoch nur für den vierten Platz. Nach weiteren gut drei Jahren Pause, gab es dann erst wieder in der Saison 2024/24 eine Spielzeit, welche der Klub mit zwei Nichtantritten startete und so aus der Liga ausgeschlossen wurde.

## Erfolge
- Yemeni League: 2006, 2010, 2014
- Unity Cup (May 22 Cup): 2008, 2010
- Jemen Supercup: 2010